# Svenska hockeyligan 2013-2014
La Svenska hockeyligan 2013-2014 è il 90º massimo campionato svedese di hockey su ghiaccio, il 39º disputato dalla nascita della Svenska hockeyligan. La stagione regolare iniziò il 14 settembre 2013 e si concluse l'8 marzo 2014. I playoff iniziarono il 15 marzo 2014 e terminarono il 21 aprile 2013. Questo fu il primo campionato ad essere disputato con la nuova denominazione "Svenska hockeyligan" dopo aver abbandonato il nome "Elitserien". Fu introdotta una fase di pre-playoff per le squadre dal 7º al 10º posto dopo la stagione regolare.
Il campionato fu vinto dallo Skellefteå AIK dopo la finale vinta per 4-0 contro il Färjestads BK: per lo Skellefteå si trattò del terzo titolo nella sua storia, il secondo consecutivo. Al termine del torneo di qualificazione delle Kvalserien l'Örebro HK mantenne il proprio posto in SHL mentre il Djurgårdens IF sostituì l'AIK retrocesso in HockeyAllsvenskan.

## Squadre
Le squadre militanti in Svenska hockeyligan nella stagione 2013-2014 sono le seguenti:
| Squadra        | Città        | Arena                  | Capacità | AIK Brynäs Frölunda Färjestad HV71 Leksand Linköping Luleå Modo Skellefteå Växjö Lakers Örebro Localizzazione dei team in SHL |
| -------------- | ------------ | ---------------------- | -------- | --- |
| AIK            | Stoccolma    | Hovet                  | 8.094    | AIK Brynäs Frölunda Färjestad HV71 Leksand Linköping Luleå Modo Skellefteå Växjö Lakers Örebro Localizzazione dei team in SHL |
| Brynäs         | Gävle        | Läkerol Arena          | 8.265    | AIK Brynäs Frölunda Färjestad HV71 Leksand Linköping Luleå Modo Skellefteå Växjö Lakers Örebro Localizzazione dei team in SHL |
| Frölunda       | Göteborg     | Scandinavium           | 12.044   | AIK Brynäs Frölunda Färjestad HV71 Leksand Linköping Luleå Modo Skellefteå Växjö Lakers Örebro Localizzazione dei team in SHL |
| Färjestad      | Karlstad     | Löfbergs Lila Arena    | 8.647    | AIK Brynäs Frölunda Färjestad HV71 Leksand Linköping Luleå Modo Skellefteå Växjö Lakers Örebro Localizzazione dei team in SHL |
| HV71           | Jönköping    | Kinnarps Arena         | 7.038    | AIK Brynäs Frölunda Färjestad HV71 Leksand Linköping Luleå Modo Skellefteå Växjö Lakers Örebro Localizzazione dei team in SHL |
| Leksand        | Leksand      | Tegera Arena           | 7.650    | AIK Brynäs Frölunda Färjestad HV71 Leksand Linköping Luleå Modo Skellefteå Växjö Lakers Örebro Localizzazione dei team in SHL |
| Linköping      | Linköping    | Cloetta Center         | 8.500    | AIK Brynäs Frölunda Färjestad HV71 Leksand Linköping Luleå Modo Skellefteå Växjö Lakers Örebro Localizzazione dei team in SHL |
| Luleå          | Luleå        | Coop Arena             | 6.000    | AIK Brynäs Frölunda Färjestad HV71 Leksand Linköping Luleå Modo Skellefteå Växjö Lakers Örebro Localizzazione dei team in SHL |
| MODO           | Örnsköldsvik | Fjällräven Center      | 7.600    | AIK Brynäs Frölunda Färjestad HV71 Leksand Linköping Luleå Modo Skellefteå Växjö Lakers Örebro Localizzazione dei team in SHL |
| Skellefteå AIK | Skellefteå   | Skellefteå Kraft Arena | 6.001    | AIK Brynäs Frölunda Färjestad HV71 Leksand Linköping Luleå Modo Skellefteå Växjö Lakers Örebro Localizzazione dei team in SHL |
| Växjö Lakers   | Växjö        | Vida Arena             | 5.000    | AIK Brynäs Frölunda Färjestad HV71 Leksand Linköping Luleå Modo Skellefteå Växjö Lakers Örebro Localizzazione dei team in SHL |
| Örebro         | Örebro       | Behrn Arena            | 5.200    | AIK Brynäs Frölunda Färjestad HV71 Leksand Linköping Luleå Modo Skellefteå Växjö Lakers Örebro Localizzazione dei team in SHL |

## Stagione regolare
La stagione regolare ha avuto inizio il 14 settembre 2013 ed è terminata l'8 marzo 2014.

### Classifica
|                   | Pos. | Squadra        | Pt  | G  | V  | VOT | POT | P  | GF  | GS  | DR  |
| ----------------- | ---- | -------------- | --- | -- | -- | --- | --- | -- | --- | --- | --- |
| Svezia (bandiera) | 1.   | Skellefteå AIK | 111 | 55 | 32 | 4   | 7   | 12 | 179 | 121 | +58 |
|                   | 2.   | Frölunda       | 102 | 55 | 29 | 4   | 7   | 15 | 153 | 123 | +30 |
|                   | 3.   | Växjö Lakers   | 94  | 55 | 23 | 7   | 11  | 14 | 156 | 130 | +26 |
|                   | 4.   | Brynäs         | 85  | 55 | 19 | 11  | 6   | 19 | 163 | 152 | +11 |
|                   | 5.   | Färjestad      | 85  | 55 | 21 | 7   | 8   | 19 | 143 | 134 | +9  |
|                   | 6.   | Luleå          | 84  | 55 | 22 | 6   | 6   | 21 | 136 | 115 | +21 |
|                   | 7.   | Leksand        | 83  | 55 | 23 | 5   | 4   | 23 | 118 | 155 | -37 |
|                   | 8.   | MODO           | 81  | 55 | 18 | 10  | 7   | 20 | 131 | 132 | -1  |
|                   | 9.   | Linköping      | 78  | 55 | 20 | 7   | 4   | 24 | 174 | 167 | +7  |
|                   | 10.  | HV71           | 71  | 55 | 17 | 9   | 2   | 27 | 146 | 182 | -36 |
|                   | 11.  | Örebro         | 61  | 55 | 13 | 5   | 12  | 25 | 119 | 160 | -41 |
|                   | 12.  | AIK            | 55  | 55 | 12 | 6   | 7   | 30 | 124 | 171 | -47 |

Legenda:

      Ammesse ai Playoff
      Ammesse ai Play In
      Ammesse alle Kvalserien
Note:

Tre punti a vittoria, due punti a vittoria dopo overtime, un punto a sconfitta dopo overtime, zero a sconfitta.

## Kvalserien
La 40º edizione della Kvalserien durò dal 17 marzo al 7 aprile 2014. Vi presero parte le ultime due classificate della Svenska hockeyligan e le migliori quattro formazioni della HockeyAllsvenskan. Al termine di un doppio girone all'italiana le prime due classificate si qualificarono per la stagione successiva in Svenska Hockeyligan, mentre le altre sarebbero andate in HockeyAllsvenskan.

### Classifica
|  | Pos. | Squadra    | Pt | G  | V | VOT | POT | P | GF | GS | DR  |
|  | ---- | ---------- | -- | -- | - | --- | --- | - | -- | -- | --- |
|  | 1.   | Örebro     | 21 | 10 | 6 | 1   | 1   | 2 | 32 | 21 | +11 |
|  | 2.   | Djurgården | 17 | 10 | 5 | 1   | 0   | 4 | 31 | 26 | +5  |
|  | 3.   | Rögle      | 17 | 10 | 4 | 2   | 1   | 3 | 32 | 29 | +3  |
|  | 4.   | Malmö      | 15 | 10 | 4 | 1   | 1   | 4 | 25 | 27 | -2  |
|  | 5.   | AIK        | 11 | 10 | 3 | 0   | 2   | 5 | 21 | 23 | -2  |
|  | 6.   | Västerås   | 9  | 10 | 2 | 1   | 1   | 6 | 18 | 35 | -17 |

Legenda:

      Ammesse alla SHL 2014-2015
      Ammesse all'HockeyAllsvenskan 2014-2015
Note:

Tre punti a vittoria, due punti a vittoria dopo overtime, un punto a sconfitta dopo overtime, zero a sconfitta.

## Playoff
I playoff hanno avuto inizio il 15 marzo e si sono conclusi il 21 aprile 2014. Dopo il primo turno, gli accoppiamenti vengono riorganizzati in base alla posizione in regular season delle squadre qualificate.

### Tabellone
|  | Primo turno | Primo turno   | Primo turno |  |   | Quarti di finale | Quarti di finale | Quarti di finale |                |           | Semifinali   | Semifinali | Semifinali |  |  | Finale | Finale         | Finale |
|  |             |               |             |  |   |                  |                  |                  |                |           |              |            |            |  |  |        |                |        |
|  |             |               |             |  |   | 1                | Skellefteå AIK   | 4                |                |           |              |            |            |  |  |        |                |        |
|  | 7           | Leksands IF   | 1           |  |   | 10               | HV71             | 1                |                |           |              |            |            |  |  |        |                |        |
|  | 7           | Leksands IF   | 1           |  | 1 | 10               | HV71             | 1                | Skellefteå AIK | 4         |              |            |            |  |  |        |                |        |
|  | 10          | HV71          | 2           |  | 1 |                  |                  |                  |                | 4         |              |            |            |  |  |        |                |        |
|  | 10          | HV71          | 2           |  | 9 | Linköpings HC    | 1                |                  |                |           |              |            |            |  |  |        |                |        |
|  |             |               |             |  |   | Linköpings HC    | 1                | 2                | Frölunda HC    | 3         |              |            |            |  |  |        |                |        |
|  |             |               |             |  |   |                  |                  | 2                | Frölunda HC    | 3         |              |            |            |  |  |        |                |        |
|  |             |               |             |  |   | 9                | Linköpings HC    | 4                |                |           |              |            |            |  |  |        |                |        |
|  |             |               |             |  |   |                  |                  |                  |                |           |              |            |            |  |  | 1      | Skellefteå AIK | 4      |
|  |             |               |             |  |   |                  |                  | 5                | Färjestad BK   | 0         |              |            |            |  |  |        |                |        |
|  |             |               |             |  |   | 3                | Växjö Lakers     | 4                |                |           |              |            |            |  |  |        |                |        |
|  |             |               |             |  |   | 6                | Luleå HF         | 2                |                |           |              |            |            |  |  |        |                |        |
|  |             |               |             |  |   | 6                | Luleå HF         | 2                |                | 3         | Växjö Lakers | 2          |            |  |  |        |                |        |
|  | 8           | Modo Hockey   | 0           |  |   |                  |                  |                  |                | 3         | Växjö Lakers | 2          |            |  |  |        |                |        |
|  | 8           | Modo Hockey   | 0           |  | 5 | Färjestad BK     | 4                |                  |                |           |              |            |            |  |  |        |                |        |
|  | 9           | Linköpings HC | 2           |  | 5 | Färjestad BK     | 4                |                  | 4              | Brynäs IF | 1            |            |            |  |  |        |                |        |
|  | 9           | Linköpings HC | 2           |  |   |                  |                  |                  | 4              | Brynäs IF | 1            |            |            |  |  |        |                |        |
|  |             |               |             |  |   | 5                | Färjestad BK     | 4                |                |           |              |            |            |  |  |        |                |        |

### Play In
| Squadra 1 | Totale | Squadra 2 | Gara 1 | Gara 2    | Gara 3 |
| --------- | ------ | --------- | ------ | --------- | ------ |
| Leksand   | 1 - 2  | HV71      | 2 - 4  | 2 - 1     | 2 - 4  |
| MODO      | 0 - 2  | Linköping | 0 - 4  | 4 - 5 dts |        |

### Quarti di finale
| Squadra 1      | Totale | Squadra 2 | Gara 1 | Gara 2    | Gara 3    | Gara 4    | Gara 5    | Gara 6 | Gara 7 |
| -------------- | ------ | --------- | ------ | --------- | --------- | --------- | --------- | ------ | ------ |
| Skellefteå AIK | 4 - 1  | HV71      | 3 - 1  | 3 - 2     | 6 - 4     | 1 - 2 dts | 3 - 1     |        |        |
| Frölunda       | 3 - 4  | Linköping | 3 - 2  | 1 - 2 dts | 1 - 3     | 3 - 2     | 6 - 2     | 3 - 5  | 0 - 2  |
| Växjö Lakers   | 4 - 2  | Luleå     | 4 - 0  | 3 - 2     | 3 - 4 dts | 4 - 5     | 2 - 0     | 1 - 0  |        |
| Brynäs         | 1 - 4  | Färjestad | 1 - 2  | 2 - 4     | 1 - 2     | 2 - 0     | 3 - 4 dts |        |        |

### Semifinali
| Squadra 1      | Totale | Squadra 2 | Gara 1 | Gara 2 | Gara 3 | Gara 4    | Gara 5 | Gara 6    | Gara 7 |
| -------------- | ------ | --------- | ------ | ------ | ------ | --------- | ------ | --------- | ------ |
| Skellefteå AIK | 4 - 1  | Linköping | 3 - 0  | 8 - 2  | 4 - 1  | 0 - 1     | 7 - 3  |           |        |
| Växjö Lakers   | 2 - 4  | Färjestad | 1 - 2  | 6 - 1  | 1 - 4  | 2 - 1 dts | 2 - 3  | 2 - 3 dts |        |

### Finale
| Squadra 1      | Totale | Squadra 2 | Gara 1 | Gara 2 | Gara 3 | Gara 4 | Gara 5 | Gara 6 | Gara 7 |
| -------------- | ------ | --------- | ------ | ------ | ------ | ------ | ------ | ------ | ------ |
| Skellefteå AIK | 4 - 0  | Färjestad | 3 - 0  | 6 - 2  | 8 - 1  | 3 - 0  |        |        |        |

## Verdetti
- Campione di Svezia:  Skellefteå AIK (3º titolo)
- Promozione in Svenska Hockeyligan: Djurgårdens IF
- Retrocessione in HockeyAllsvenskan: AIK.

## Premi individuali
- Guldpucken (miglior giocatore svedese) - Joakim Lindström, Skellefteå AIK
- Guldhjälmen (Most Valuable Player) - Joakim Lindström, Skellefteå AIK
- Honkens trofé (miglior portiere) - Linus Ullmark, Modo Hockey
- Håkan Loob Trophy (miglior marcatore) - Chad Kolarik, Linköpings HC
- Salming Trophy (miglior difensore) - Patrik Hersley, Leksands IF
- Stefan Liv Memorial Trophy (MVP dei playoff) - Joakim Lindström, Skellefteå AIK
- Årets nykomling (rookie dell'anno) - Andreas Johnson, Frölunda HC
- Guldpipa (miglior arbitro) - Mikael Nord